# Gratidi
Gratidi (en llatí Gratidius) era el nom d'una família romana d'Arpinium de la qual alguns dels seus membres van arribar a una certa notorietat al segle i aC.
Els més destacats eren: 
- Marc Gratidi, magistrat romà.
- Marc Mari Gratidià, pretor romà.
- Marc Gratidi, llegat romà.